# Pucaya punctata
Pucaya punctata är en skalbaggsart som beskrevs av S. Endrödi 1968. Pucaya punctata ingår i släktet Pucaya och familjen Dynastidae. Inga underarter finns listade i Catalogue of Life.